# Шпак Ігор Олегович
І́гор Оле́гович Шпак (нар. 2 травня 1990, м. Херсон — пом. 24 березня 2015, м. Дніпро) — український розвідник-спецпризначенець, капітан Національної гвардії України, учасник російсько-української війни, позивний «Птах».

## Життєпис
Народився 1990 року в Херсоні, у родині робітників. 1997 року пішов до першого класу загальноосвітньої школи № 8, 2000-го був переведений до загальноосвітньої школи № 1 м. Херсона. З 2005 по 2007 рік навчався у Харківському державному вищому училищі фізичної культури на відділенні боксу. Захоплювався мисливством та спортом — боксом і кікбоксингом, здобув титули чемпіона області і призера чемпіонату України, кандидат у майстри спорту з кікбоксингу.
2007 вступив до Харківської академії внутрішніх військ МВС України на командно-штабний факультет, закінчив її у 2012 році і отримав військове звання лейтенанта.
Служив у 22-й окремій бригаді ВВ МВС з охорони дипломатичних і консульських представництв іноземних держав, в/ч 2260, м. Київ, на посаді командира взводу охорони, з 25 листопада 2011 — заступника командира роти.
З серпня 2012 проходив службу в 14-й окремій бригаді ВВ МВС (спецпідрозділ «Барс»), в/ч 3027, с. Нові Петрівці (з березня 2014-го — 1-ша бригада оперативного призначення НГУ), — на посаді командира 2-ї бойової групи 1-ї групи спецпризначення окремого загону спеціального призначення. 18 червня 2013 Наказом КВВ № 53 присвоєно військове звання старшого лейтенанта. 10 липня 2013 призначений командиром 2-ї бойової групи 3-ї групи спецпризначення окремого загону спецпризначення по боротьбі з тероризмом (спецпідрозділ «Омега») того ж з'єднання.
У зв'язку з російською збройною агресією проти України з 8 квітня 2014 виконував завдання на території проведення антитерористичної операції. В липні 2014 нагороджений орденом «За мужність» III ступеня, — за особисту мужність і героїзм під час проведення АТО.
26 вересня 2014 переведений у новостворену частину НГУ в м. Харків. Заступник командира загону — командир 2-ї розвідувальної групи спеціального призначення окремого загону розвідки спеціального призначення «Арес» Східного ОТО Національної гвардії України.
Після інтенсивної підготовки на початку березня 2015 група розвідників НГУ вирушила в зону проведення АТО, де виконувала завдання з розвідки на «нулі» — виявлення місць скупчення бойовиків, облаштування нових блокпостів ворога, кількість його техніки і вогневих точок тощо.
11 березня 2015 наказом КВВ № 37 (О/С) достроково присвоєне військове звання капітана.
22 березня 2015 в околицях міста Слов'янська, повертаючись з нічного бойового завдання, група розвідників потрапила у пастку, — на повороті дороги автомобіль підірвався на закладеному фугасі й вилетів у кювет, де врізався в дерево. В Ігоря вже тоді сталася клінічна смерть, йому запустили серце. Важких поранень дістав солдат Микола Твердохліб, але він був ще притомний і намагався допомогти пораненому командиру. Про трагедію командуванню доповіли розвідники, які рухалися слідом за першою машиною. Важкопоранених доставили до Дніпропетровської обласної клінічної лікарні ім. Мечникова. Капітан Шпак помер від поранень 24 березня, солдат Твердохліб помер 28-го.
Похований 26 березня на кладовищі Геологів міста Херсона, меморіал пам'яті загиблих бійців АТО. Залишилися батьки та наречена.

## Державні нагороди
- Орден «За мужність» II ст. (27.06.2015, посмертно) — за особисту мужність і високий професіоналізм, виявлені у захисті державного суверенітету та територіальної цілісності України, вірність військовій присязі[2].
- Орден «За мужність» III ст. (19.07.2014) — за особисту мужність і героїзм, виявлені у захисті державного суверенітету та територіальної цілісності України[3].

## Вшанування пам'яті
У жовтні 2015 в Херсоні на будівлі Херсонської гімназії № 1 встановлено меморіальну дошку на честь випускника Ігора Шпака.